# Manfred Koschlig
Manfred Koschlig (* 28. Dezember 1911 in Strehlen, Landkreis Strehlen, Provinz Schlesien; † 6. April 1979 in Stuttgart) war ein deutscher Bibliothekar und Hochschullehrer.

## Wirken
Nach seiner Reifeprüfung am Gymnasium in Schweidnitz studierte Manfred Koschlig Germanistik, Klassische Philologie und Geschichte an den Universitäten in Berlin und München und promovierte 1939 an der Universität Berlin. Nachdem er in den Jahren von 1936 bis 1939 im Verlagsbereich tätig gewesen war, trat er 1940 als Volontär an der Universitätsbibliothek Jena in die Ausbildung für den Höheren Bibliotheksdienst ein, die er an der Deutschen Bücherei in Leipzig 1940 und der Preußischen Staatsbibliothek (1940) fortsetzte, wo er 1941 die Fachprüfung ablegte. Nach kurzer Anstellung bei der Landesbibliothek Weimar folgten von 1941 bis 1948 Kriegsdienst und Gefangenschaft. Von 1949 bis 1953 war Koschlig an der Bibliothek des Schiller-Nationalmuseums in Marbach/N. tätig. Im Jahre 1953 wurde er Direktor der Bibliothek der TH Stuttgart (später Universitätsbibliothek); dieses Amt hatte er bis 1971 inne. In seine Amtszeit als Leiter dieser Bibliothek fiel die Planung und Durchführung eines Neubaus der 1944 kriegszerstörten Bibliothek und ihr umfassender Bestandsaufbau.
Seit 1966 war Koschlig Honorarprofessor für Bibliotheks- und Buchwesen sowie Dokumentation und Germanistik an der Universität Stuttgart.
Als Germanist legte Koschlig zahlreiche Veröffentlichungen zur deutschen Literaturgeschichte vor, besonders zur Barockliteratur (Hans Jakob Christoffel von Grimmelshausen) und zu Eduard Mörike.

## Schriften (Auswahl)
- Grimmelshausen und seine Verleger. Untersuchungen über die Chronologie seiner Schriften und den Echtheitscharakter der früheren Ausgaben (= Palaestra, Bd. 218). Akademische Verlagsgesellschaft, Leipzig 1939 (Dissertation Universität Berlin) (Reprint Johnson, New York 1967).
- Luise Duttenhofer in Selbstzeugnissen und zeitgenössischen Urteilen. In: Stultifera Navis, Bd. 10 (1953), H. 1/2, S. 14–30.
- Mörike in seiner Welt (= Veröffentlichungen der Deutschen Schillergesellschaft, Bd. 20). Verlag Solitude, Stuttgart 1954.
- (Hrsg., mit Fritz Martini): Die Technische Hochschule Stuttgart 1954. Bericht zum 125jährigen Bestehen. Scheufele, Stuttgart 1954.
- Der Lob des „Francion“ bei Grimmelshausen. In: Jahrbuch der Deutschen Schillergesellschaft, Bd. 1 (1957), S. 30–73.
- Ein Donum der Duttenhofer. In: Librarium, Bd. 3 (1960), S. 117–126.
- Edler Herr von Grimmelshausen. In: Jahrbuch der Deutschen Schillergesellschaft, Bd. 4 (1960), S. 199–124.
- (Hrsg.): Paul Gehring / Die Bibliothek der Technischen Hochschule Stuttgart 1962. Mit einer Darstellung ihrer Geschichte. Stuttgart 1962.
- Der Mythos vom „Bauernpoeten“ Grimmelshausen. In: Jahrbuch der Deutschen Schillergesellschaft, Bd. 9 (1965), S. 33–105.
- Unbekannte Bildnisse Mörikes und seiner Freunde. In: Jahrbuch der Deutschen Schillergesellschaft, Bd. 10 (1966), S. 131–158.
- Der Wahn betreügt. Zur Entstehung des Barock-Simplicissimus. In: Neophilologus, Bd. 1966, S. 324–343.
- Auch hier ist Arkadien. Neues von der Wunderschere der Madame Duttenhofer. In: Librarium, Bd. 10 (1967), H. 3, S. 124–147.
- Der Schatten der Luise Duttenhofer. Eine Auswahl von 147 Scherenschnitten (= Turmhahn-Bücherei, N.F., Bd. 10). Scheufele, Stuttgart 1967.
- Der ingeniöse Grimmelshausen. In: Beiträge zur geschichtlichen Landeskunde – Geographie, Geschichte, Kartographie. Festgabe für Ruthardt Oehme zur Vollendung des 65. Lebensjahres (= Veröffentlichungen der Kommission für Geschichtliche Landeskunde in Baden-Württemberg, Reihe B, Bd. 46). Kohlhammer, Stuttgart 1968, S. 125–140.
- Dokumente zur Grimmelshausen-Bibliographie. In: Jahrbuch der Deutschen Schillergesellschaft, Bd. 16 (1972), S. 71–125.
- Wer war „De la Grise“?  Ein barocker Lustwandel zu Tobias Nißlen, Fürstl. Württemberg-Weiltingischen Informator, Pfarrherrn und Hofprediger aus Ulm (1636–1710). In: Zeitschrift für Württembergische Landesgeschichte, Bd. 32 (1973), H. 1, S. 17–112.
- Der "frantzösische Kriegs-Simplicissimus. Oder die "Schreiberey" des Ulmer Bibliotheksadjunkten Johann Georg Schielen (1633–1684). In: Jahrbuch der Deutschen Schillergesellschaft, Bd. 18 (1974), S. 149–220 und 761f.
- Daniel Speer und die Ulmer Bücherzensur. Dokumente zur Bibliographie seiner politisch-satirischen Schriften. In: Archiv für Geschichte des Buchwesens, Bd. 15 (1975), H. 5, Sp. 1201–1288.
- Grimmelshausen und die Brüder Grimm. Nachruf auf den Barock-Simplicissimus. In: Daphnis, Bd. 5 (1976), S. 636–676.
- Das Ingenium Grimmelshausens und das „Kollektiv“.  Studien zur Entstehungs- und Wirkungsgeschichte des Werkes. Beck, München 1977, ISBN 3-406-06465-5.
- Hatte Grimmelshausen das Wort? Das Gedenkjahr 1976 im Rückblick. In: Zeitschrift für die Geschichte des Oberrheins, N.F., Bd. 86 (1977), S. 151–178.
- Mörikes barocker Grundton und seine verborgenen Quellen. Studien zur Geschichtlichkeit des Dichters. In: Zeitschrift für württembergische Landesgeschichte, Bd. 34/35 (1975/1976), S. 231–323.
- Der emblematische Quellgrund zu Mörikes Gedichten „Das verlassene Mägdlein“ und „Nur zu!“ Mit einem Blick auf die Rabenaas-Strophe bei Thomas Mann. In: Gutenberg-Jahrbuch, Bd. 54 (1979), S. 252–268.
- Faust und „Das wunderbare Vogel-Nest“. Zur „Abbildung deß Zauberers“ bei Grimmelshausen. In: Jahrbuch der Deutschen Schillergesellschaft, Bd. 23 (1979), S. 154–187.